# Valentine Shortis
Valentine Francis Cuthbert Shortis, né le 14 février 1875 à Waterford en Irlande et mort le 30 avril 1941 à Toronto, est un meurtrier Irlandais qui fait polémique car il questionne autour du jugement juridique des individus « non-responsables mentalement » en interrogeant sur la définition légale de l'aliénation mentale. 
Le procès de ce coupable permet d'informer sur le droit, la criminalité, le système carcéral, la psychiatrie et la politique de la fin du 19e siècle au Canada.           

## Biographie

### Enfance et adolescence
Francis Valentine Cuthbert Shortis est né le 14 février 1875 à Waterford en Irlande. Il est le fils unique d'une famille extrêmement riche grâce à son entreprise de commerce de bestiaux que le père fait fructifier par de nombreuses heures de travail et grâce à ses talents d'homme d'affaires. Valentine est surprotégé par sa mère, Mary, car elle l'a longtemps désiré et a eu des difficultés à l'avoir. Contrairement à sa mère, son père, Francis Shortis, est strict avec lui et le pousse à se surpasser en permanence. Le mariage de ses parents est une union arrangée qui assurait la sécurité matérielle à sa mère et permettait des alliances commerciales à l'entreprise de son père.  
Le surnom de Valentine Shortis est Bertie. Dès son plus jeune âge, les médecins détectent une maladie des os qui retarde le développement moteur du nourrisson, chez ce bébé qui bouge peu et ne rampe pas. Cet enfant souffre aussi d'un retard de parole puisqu'il ne se met à parler de façon compréhensible qu'à partir de 4 ans. Sa mère engage un précepteur privé car Bertie manque de concentration et n'écoute pas en classe, à cause de son entêtement ainsi que de ses mauvaises habitudes, issues de son éducation laxiste. Le précepteur a de nombreuses difficultés avec cet élève. Il remarque les maux de tête et les comportements bizarres fréquents du jeune garçon. Par exemple, durant leur deuxième jour de travail, le jeune homme insiste pour que le précepteur l'accompagne dans une pièce de la demeure pour lui montrer sa collection d'armes. Ces dizaines d'armes, que l'enfant connait très bien, avaient été volées ou données par le grand père de Bertie, qui les considérait inoffensives. Le professeur, étonné et effrayé lors de cette découverte, décide de fuir en inventant un rendez-vous important auquel il doit assister. Pendant que ce dernier se dirige vers la porte, Valentine Shortis tire dans le mur et explique que c'est normal, qu'il ne faut pas s'inquiéter lorsque le professeur le questionne. 
Ce jeune individu est très brusque avec tout le monde, même les animaux. Il est connu auprès du voisinage comme un enfant avec des sautes d'humeur et sans discipline. Bertie n'a pas d'amis et la seule personne envers qui il peut faire preuve de tendresse est sa mère. Pour les 10 ans de son enfant, cette dernière lui achète un poney. Il fait galoper l'animal à toute allure pendant des après-midi entières sur des terrains inégaux et ne réalise même pas que le cheval est à bout de forces et risque de se blesser. Lorsqu'ils arrivent à l'étable, il donne des coups de pied dans les pattes de l'animal. Lorsqu'il est plus âgé, sa mère lui offre un cheval afin qu'il puisse aller plus loin et même jusqu'à la ville. Lors d'une de ses balades, Valentine Shortis fait feu sur une petite fille puis part, devant ses voisins stupéfaits et terrifiés. Heureusement, il lui a seulement effleuré le bras. De même, un autre jour, il va  galoper sur les rails alors qu'un train arrive derrière lui, pour voir à partir de quelle distance il a peur. Ces situations arrivent autant lorsqu'il est en contact avec des humains qu'avec des animaux. D'ailleurs ce jeune adolescent fait des expériences sur les animaux sans remords car d'après lui, ce ne sont « que des bêtes ». Par exemple, la servante l'a surpris en train de faire des tests avec du chloroforme et un chat (qui est mort deux jours plus tard). Sa mère est vaguement mise au courant de ces évènements. Elle agit en lui donnant encore plus d'amour pour contrer ses actions. 

### Vie active et départ au Canada
À 16-17 ans, l'adolescent est toujours passionné par les armes à feu et il s'affirme davantage. Il ne veut plus le surnom de Bertie. Son père l'embauche dans l'entreprise grâce à Mary Shortis qui ne cesse d'insister. Il le fait prendre en charge par un de ses subordonnés. Les actions bizarres de Valentine Shortis ne remontent pas vraiment jusqu'à son père car les employés craignent que ça leur nuise. Mais à force d'entendre des échos de comportements bizarres de son fils, Francis Shortis décide de l'envoyer au Canada où un travail et un gîte l'attendent grâce à ses liaisons professionnelles. Ce genre d'expédition Irlande-Canada n'est pas rare à cette époque, car l'Irlande a connu une Grande famine et les décisions qui sont prises à Londres par rapport à l'agriculture ne conviennent pas aux Irlandais. Donc beaucoup tentent leur chance dans ce pays en plein développement qu'est le Canada. Valentine et sa mère vivent ce départ comme un drame. L'objectif de ce voyage, pour le père, est d'amener de nouvelles idées à son fils et un comportement plus acceptable en société. Sa mère l'accompagne jusqu'au port. Valentine arrive à sa destination finale : Montréal. Après avoir résidé quelques jours chez l'ami de son père, il trouve un hôtel où séjourner pendant deux mois. Dès qu'il est installé, il envoie une lettre à sa mère pour qu'elle s'empresse d'arriver, ce qu'elle fait deux semaines plus tard. Il se fait un ami Jack et ce dernier lui présente sa sœur nommé Millie. Valentine et Millie se plaisent mutuellement. Millie et Jack sont les enfants d'un important industriel et ancien maire de Valleyfield. Jack et Valentine partent à Valleyfield pour travailler. Valentine réussit à décrocher un essai de deux mois en tant que secrétaire privé de Louis Simpson qui est le directeur général de la Montreal Cotton Company. Il travaille mal donc l'essai n'est pas concluant. Il a besoin d'argent car ses parents ne lui en envoient pas suffisamment pour subvenir à ses besoins, afin qu'il travaille, et devienne indépendant.

### Le jour du meurtre
C'est le 1er mars 1895. Le jeune homme a 20 ans. Il va à l'entreprise de coton le jour de paye. Il entre dans la pièce où ses anciens collègues sont en train de répartir l'argent dans des gobelets pour les donner aux employés le lundi suivant. John Lowe est le nom du responsable de la paye. Valentine est en train de discuter avec ses anciens collègues pendant qu'ils effectuent la tâche. Hugh Wilson a sorti un révolver qu'il a puisqu'il a souvent entendu le jeune Irlandais parler de sa collection. Après que John Lowe ait accepté, Valentine a pris l'objet dans ses mains pour l'astiquer et le contempler. L'arme n'est pas chargée. Dans la salle, il y avait Loy, Wilson, Lowe, Leboeuf et Shortis. Valentine a une arme dans sa veste comme à son habitude depuis très jeune. Il dépose alors sur la table la première arme et prend la sienne. Puis il fait feu sur Hugh Wilson. Leboeuf et Lowe se sont réfugiés dans la chambre forte avec le maximum d'argent. Loy se dirige vers le téléphone pour appeler les secours mais Valentine lui tire une balle dans la tête. Le gardien de sécurité fait sa ronde et n'a rien entendu de la scène. Il entre dans la pièce et Valentine Shortis lui tire dessus. Valentine reste sans bouger devant les corps qu'il ignore en vie ou pas. En effet, le gardien et Loy sont morts mais Hugh Wilson est encore conscient. Il reste immobilisé pour tromper l'ennemi. Valentine reste immobile après les coups de fusil. Il ne tente même pas  de récupérer l'argent qui reste. Il est donc encore là à l'arrivée des gardes de police avec l'arme du crime entre les mains. Il est docile à leur arrivée et les suit sans résistance. Il reste muet pendant l'interrogatoire puis est emmené à la prison locale.  

## L'affaire de Valentine Shortis
Le procès pour ces meurtres commence le 1er octobre 1895. Lorsque la mère du coupable apprend cela, elle n'en croit pas ses oreilles, contrairement au père qui n'est pas étonné. La mère prend tout en main alors que Francis Shortis se contente de financer (entre 30 000 $ et 50 000 $). Pour cela, elle part au Canada. Après avoir utilisé ses contacts de l'autre côté de l'Atlantique, elle engage un des meilleurs avocats nommé Henri St-Pierre. Le procès se déroule au palais de justice Beauharnois, même si trouver douze jurés impartiaux dans cette petite région, où se sont déroulés les meurtres, est difficile. Deux juristes vont en Irlande afin de retracer le profil du coupable en interrogeant les membres de sa famille, de son entourage…et ils font même un tour dans l'hôpital psychiatrique car des membres de la famille de Valentine ont fait des séjours prolongés là-bas. L'avocat défend une « folie passagère » lors du procès. Pour soutenir cela, Valentine Shortis est examiné par quatre experts en maladie mentale. Leurs quatre verdicts sont en accords avec ce que soutient l'avocat. Les audiences sont en anglais et en français. Il faut donc tout traduire, ce qui prend beaucoup de temps. Hugh Wilson a suffisamment récupéré pour assister au procès. Durant le témoignage de la mère de l'accusé, elle explique qu'il se serait pris une pierre dans la tête durant son enfance et qu'il aurait développé des comportements violents à partir de ses 12-15 ans. Ce long procès tournait beaucoup autour de la question de la santé morale de l'individu. Le verdict  annoncé le 3 novembre est que Valentine Francis Cuthbert Shortis est coupable. Cela implique sa pendaison, prévue le 3 janvier 1896. En effet, la cour a rejeté la défense d'aliénation mentale de Shortis comme elle l'avait fait précédemment avec les procès de Riel et d'Amédée Chatelle qui ont été des cas similaires. Sa mère et les avocats utilisent alors leurs contacts pour modifier le sort du jeune homme. Le gouverneur général du Canada, Lord Aberdeen influence cette affaire. Le coupable échappe donc à la pendaison mais est condamné à la prison à vie.   

## Vie carcérale
Durant ces années de détention, il effectue de nombreuses tâches comme boulanger, menuisier, réparateur de chaussures… L'Irlandais est donc transféré de prison en prison du Québec jusqu'en Ontario. Il n'a pas le droit d'avoir des correspondances avec l'extérieur. Il ne peut donc pas communiquer avec sa mère. Il a seulement été prévenu quand cette dernière est morte. En 1937, après quarante deux ans de prison, les autorités décident de relâcher le meurtrier. Sa santé s'est détériorée et il n'a pas reçu les soins nécessaires en prison. Il est pauvre mais il réussit à trouver du travail après sa sortie grâce à ce qu'il a appris en prison. Il meurt quelques années plus tard, le 30 avril 1941, dans les rues de Toronto à la suite de plusieurs malaises.